# 과염소산
과염소산(HClO4)은 염소의 산소산으로 무색이고 물에 녹는 액체이다. 황산이나 질산 정도의 강산이다. 초강산이지만 가장 강한 브뢴스테드-로우리 산은 아니다. pKa는 -10 정도이다.

## 실험식
과염소산 소듐 용액을 고농도의 황산과 반응시켜 얻는다.
NaClO4 + H2SO4 → NaHSO4 + HClO4

## 안전성
과염소산은 폭발성이 있으며 상온에서 서서히 분해된다. 또 과염소산은 매우 유독한 물질로 분류된다. 피부와 눈에 손상을 줄 수 있으며 유기물이 있으면 불붙거나 폭발할 수 있다. 과염소산의 염은 폭발성 반응에서 강한 산화제이다. 물과는 심하게 발열 반응을 한다.

## 같이 보기
- 염소산